# رين ديفيز
رين ديفيز (بالإنجليزية: Reine Davies)‏ (6 يونيو 1883 - 5 أبريل 1938 ) ممثلة أمريكية .

## روابط خارجية
- رين ديفيز على موقع فايند أغريف
- رين ديفيز على موقع IMDb (الإنجليزية)
- رين ديفيز على موقع قاعدة بيانات برودواي على الإنترنت (الإنجليزية)